# Cryptachaea gigantea
Cryptachaea gigantea là một loài nhện trong họ Theridiidae.
Loài này thuộc chi Cryptachaea. Cryptachaea gigantea được Eugen von Keyserling miêu tả năm 1884.